# Luhtasaari
Luhtasaari is een eiland in de rivier de Muonio, die de grens vormt tussen Finland en Zweden. Het eiland ligt ter hoogte van de stad Muonio, hoort bij Finland, heeft een oppervlakte van ongeveer drie hectare, heeft geen oeververbinding en is onbewoond.
Kenttäsaari nabij Maunu · Alasaari nabij Karesuando · Kivisaari · Lintiputaansaari · Ungelosaari · Alasaari nabij Palojoensuu · Järämänsaari · Hirvassaari · Niittysaari · Koivusaari (Zweeds) · Palsarinsaari · Kenttäsaari ·  Alkkulasaari · Koivusaari (Fins) · Viiksinsaari · Rukomasaari · Ojasensaari · Luhtasaari · Laurukainen · Naapankisaari · Kihlangisaari · Iso Aareansaari · Vekarasaari · Kolarinsaari · Kokko · Väylänsaari · Pyysaari · Alanen · Lompolonsaari